# Ion Șișcanu
Ion Șișcanu (n. 8 iulie 1939, Măcărești, raionul Ungheni, Republica Moldova) este un istoric și profesor universitar român din Republica Moldova.

## Viața și activitatea științifică
Ion Șișcanu s-a născut în comuna Măcărești Raionul Ungheni. Absolvent al Facultății de Istorie a Universității de Stat din Moldova.
Și-a făcut studiile de doctorat la Universitatea „M.V. Lomonosov” din Moscova.
Doctor habilitat în istorie, profesor universitar.
Rector fondator al  Universității de Stat „Bogdan Petriceicu Hasdeu” din Cahul
A fost profesor la Universitatea de Stat din Moldova, Universitatea „Ion Creangă” din Chișinău, Universitatea „Dunărea de Jos” din Galați, vice ministru al Educației și Cercetării al Republicii Moldova.
Activează în cadrul Institutului de Istorie în calitate de cercetător științific principal.
A publicat peste 80 de lucrări științifice, inclusiv 17 monografii.

## Distincții
Decorat cu Ordinul Național al României „Pentru Merit” în grad de Comandor și cu „Ordinul de Onoare” al Republicii Moldova.